# Hans Heps
Hans Heps (* 22. Januar 1915 in München; † 1994) war ein deutscher Architekt.

## Leben

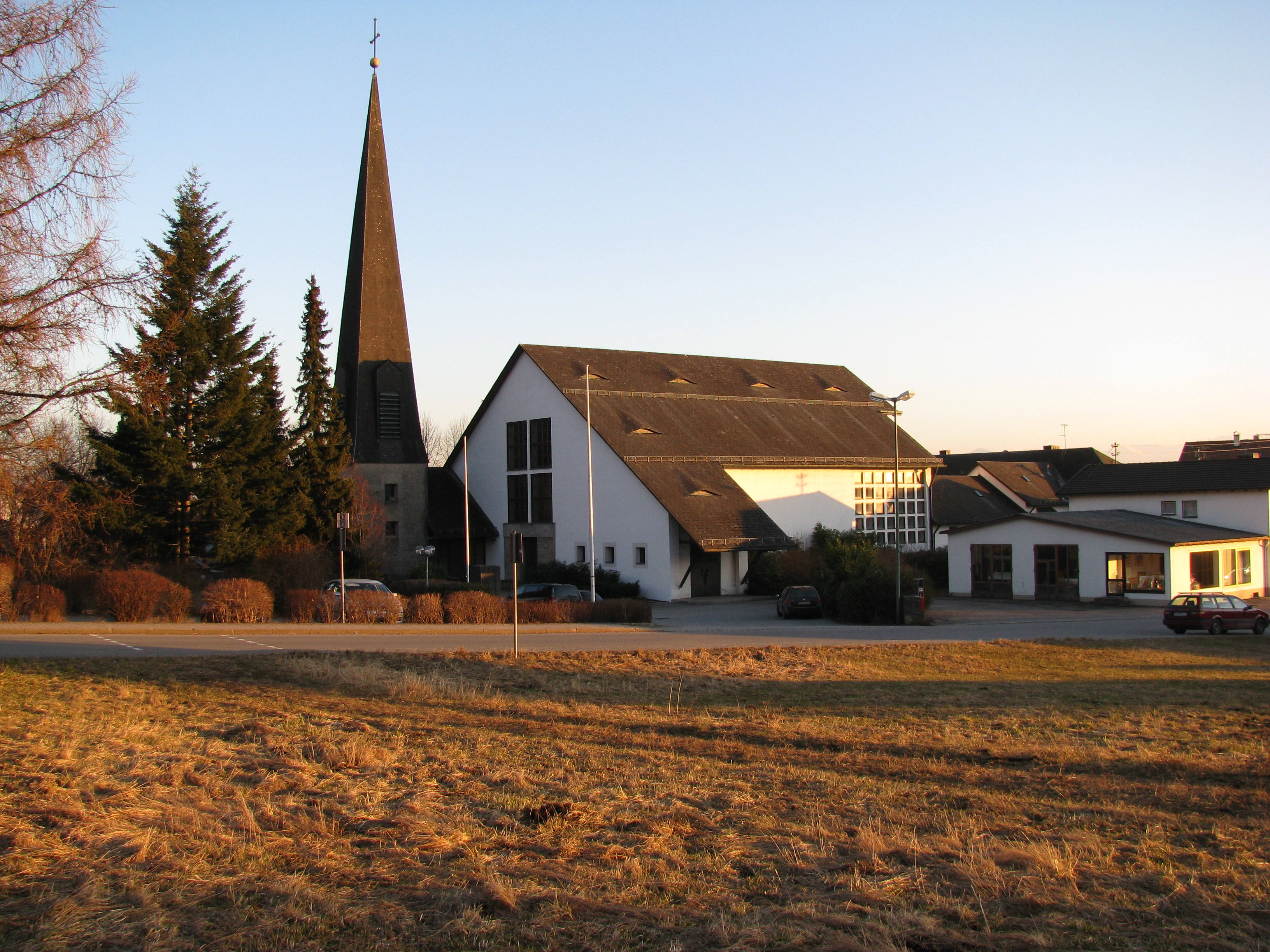
Pfarrkirche in Hohenpeißenberg

Hans Heps wuchs als Halbwaise bei seiner Tante in Glonn auf – sein Vater war im Ersten Weltkrieg gefallen. Er besuchte das Gymnasium in Burghausen und Traunstein, bevor er sein Studium in Freising begann. Im Zweiten Weltkrieg wurde er verletzt und als Kriegsgefangener nach Amerika gebracht. Nach seiner Rückkehr setzte er 1945 sein Studium an der TU München fort, das er 1948 als Diplom-Ingenieur abschließen konnte. Anschließend arbeitete er als Regierungsbaumeister in der Stadtbauverwaltung.
1953 gewann er den Wettbewerb für den Neubau einer Kirche in Stockdorf und 1957 erneut eine Ausschreibung für einen Kirchenbau in Bayerisch Gmain. 1959 wurde er Leiter des Erzbischöflichen Bauamtes in Freising. Er war für den Neubau sowie für die Restaurierung zahlreicher katholischer Kirchenbauten in Bayern verantwortlich.

## Werke (Auswahl)
- 1953: Kirche St. Vitus in Stockdorf
- 1957: Kirche und Pfarrzentrum St. Nikolaus von der Flüe in Bayerisch Gmain (mit einem Altarfresko von Karl Manninger)
- 1960: Pfarrkirche Auferstehung unseren Herrn Jesus Christus in Hohenpeißenberg
- 1961–65: Pfarrkirche St. Benedikt in Ebenhausen
- 1966: Dreifaltigkeitskirche in Wörnsmühl